# ای‌ام‌تی-۲۰۰ سوپر ژیمانگو
ای‌ام‌تی-۲۰۰ سوپر ژیمانگو (به انگلیسی: Aeromot_AMT-200_Super_Ximango) یک هواگرد ملخ‌پیشین تک‌موتوره از نوع موتور گلایدر ساخت شرکت Aeromot است. این هواگرد در سال ۱۹۹۳ میلادی رسماً معرفی گردید.
طراح این هواگرد، René Fournier بود.